# It's Great When You're Straight...Yeah
It's Great When You're Straight…Yeah je první studiové album anglické skupiny Black Grape. Vydáno bylo v srpnu roku 1995 společností Radioactive Records. Deska se umístila na prvním místě Britské albové hitparády, stala se platinovou a byla nominována na cenu Mercury Prize. Na obalu alba je znázorněn terorista Ilich Ramírez Sánchez, zvaný Šakal, v pop-artovém barevném stylu.

## Seznam skladeb
1. Reverend Black Grape – 5:12
2. In the Name of the Father – 4:21
3. Tramazi Parti – 4:45
4. Kelly's Heroes – 4:22
5. Yeah Yeah Brother – 4:10
6. A Big Day in the North – 4:10
7. Shake Well Before Opening – 5:40
8. Submarine – 3:50
9. Shake Your Money – 4:13
10. Little Bob – 5:33

## Obsazení
- Shaun Ryder – zpěv
- Paul „Kermit“ Leveridge – zpěv
- Carl „Psycho“ McCarthy – zpěv
- Helen Vigneau – doprovodné vokály
- Paul „Wags“ Wagstaff – kytara
- Anthony Guarderas – baskytara
- Ged Lynch – bicí, perkuse
- Danny Saber – kytara, baskytara, klávesy, varhany, programování
- Stephen Lironi – klávesy, varhany, kytara
- Martin Slattery – saxofon
- Michael Scherchen – programování
- Bez